# Apatorhamphus
Apatorhamphus (il cui nome significa "muso ingannevole") è un genere estinto di pterosauro pterodactyloide azhdarchoide vissuto nel Cretaceo medio (Albiano-Cenomaniano), in quelli che oggi sono i Kem Kem Beds del Marocco. Il genere contiene una singola specie, A. gyrostega, conosciuto solo per un frammento del muso, e si stima che la sua apertura alare fosse di 3-7 metri (9,8-22,9 piedi). Potrebbe rappresentare un genere di Chaoyangopteridae.

## Storia e denominazione
Durante una visita nel 2016 alla miniera di fosfato di Tafilalt sull'altopiano di Aferdou N'Chaft, vicino a Hassi el Begaa, a Er Rachidia, il paleontologo britannico David Michael Martill acquistò un frammento della mascella di uno pterosauro dai minatori. Quest'ultimi avevano scavato un tunnel in un sottile strato contenente fossili sul bordo di una cava e, i cui fossili venivano venduti sul mercato nero.
Nel 2020, Apatoramphus gyrostega è stato nominato e descritto da James McPhee, Nizar Ibrahim, Alex Kao, David M. Unwin, Roy Smith e David M. Martill. Il nome del genere deriva dalla parola greca apatos ossia "ingannevole", e ramphos ossia "muso", in riferimento alle difficoltà che si  sono incontrate nel determinare se il frammento fosse una mascella o una mandibola. Il nome della specie, gyrostega, è una combinazione delle parole greche gyros ossia "arrotondato", e stegè ossia "tetto", in riferimento alla sezione trasversale rotonda della parte superiore del muso.
L'olotipo, FSAC-KK 5010 , è stato ritrovato all'interno dei Kem Kem Beds del Marocco, che risalgono all'Albiano-Cenomaniano (Cretaceo medio). L'olotipo è costituito solo da un frammento del muso. 
Martill riferì alla specie vari esemplari precedenti scoperti. Questo riguarda gli esemplari FSAC-KK 5011, FSAC-KK 5012 e FSAC-KK 5013, trovati a Begaa in Marocco; l'esemplare FSAC-KK 5014, anch'esso facente parte di una collezione marocchina ma di origine sconosciuta; l'esemplare BSP 1993 IX 338, un frammento del muso ritrovato nel 1993, segnalato nel 1999 e assegnato ad Alanqa nel 2010; e l'esemplare CMN 50859, una mandibola identificata nel 2011 come possibile membro di Dsungaripteroidea.